# Gerhard Hempel (Designer)
Gerhard Hempel (* 23. Juni 1928 in Dresden; † 2004 ebenda) war ein deutscher Industriedesigner.

## Leben und Werk
Hempel besuchte in Dresden die Volksschule und von 1942 bis 1944 die Städtische Ingenieur- und Techniker-Vorschule. 1944 begann er in Dresden bei den Hille-Werken und Kerb-Konus eine Lehre als Maschinenbauer. Diese musste er 1945 unterbrechen, als er zum Kriegsdienst in der Fliegerschule Detmold einberufen wurde. Dort geriet er wenig später in Kriegsgefangenschaft.
Nach der Entlassung arbeitete Hempel vorübergehend als Landhelfer in Niedersachsen, von wo er nach Dresden zurückging. Dort studierte er von 1947 bis 1950 an der Ingenieur-Schule für Maschinenbau. Nach dem Studium arbeitete er bis 1963 als Konstrukteur im VEB Mikromat Dresden. Daneben nahm er um 1950 an Kursen in Aktzeichnen und Anatomie an der Volkshochschule teil.
Von 1958 bis 1960 besuchte Hempel bei Rudi Högner an der TU Dresden einen Lehrgang für Formgestalter. Dabei designete er für Mikromat eine Gewindeschleifmaschine und eine Bohrmaschine.
Ab 1964 arbeitete Hempel in Dresden als freischaffender Industriedesigner. Schon gegen Ende der 1960er Jahre designete er, wie u. a. auch Karl Clauss Dietel, Werkzeugmaschinen so, dass infolge des wissenschaftlich-technischen Fortschritts später erforderliche Änderungen an Baugruppen möglich sind, was die Nutzungsdauer erhöht („offenes Prinzip“). Er gestaltete u. a. 1968 das Design der Waagerecht Bohr- und Fräsmaschine BFK 150/6, die vom VEB Werkzeugmaschinenkombinat „Fritz Heckert“ produziert wurde.
Von 1968 bis 1970 absolvierte er ein Fernstudium zum Diplom-Formgestalter an der Hochschule für industrielle Formgestaltung Halle – Burg Giebichenstein. Er war ab 1963 auf Ausstellungen in der DDR, in der Bundesrepublik und in Moskau vertreten. U. a. wurde auf der VIII. Kunstausstellung der DDR die von ihm designete Hochdruckpresse K 453 vorgestellt, die dann vom Kombinat Fortschritt Landmaschinen Neustadt/Sachsen in Serie produziert wurde.
Nach der deutschen Wiedervereinigung gründete Hempel in Dresden das Atelier Form + Grafik, dessen Hauptdesigner er wurde. Er spezialisierte sich schwerpunktmäßig auf Landwirtschaftsgeräte.
Hempel war Mitglied des Direktoriums des Design-Zentrums Dresden.
2003 erhielt er mit weiteren Mitarbeitern des Ateliers Form + Grafik für das Design des Gelenktriebwagens NGT D12DD der Dresdner Straßenbahn einen 3. Preis im Wettbewerb um den Sächsischen Staatspreis.

## Mitgliedschaften
- 1964 bis 1990: Verband Bildender Künstler der DDR
- 1990 bis 1997: Verband Deutscher Industrie-Designer
- 1990 bis 2004: Sächsischer Künstlerbund

## Teilnahme an zentralen und wichtigen regionalen Ausstellungen in der DDR (mutmaßlich unvollständig)
- 1967/1968, 1977/1978 und 1982/1983: Dresden, VI. Deutsche Kunstausstellung und VIII. und IX. Kunstausstellung der DDR
- 1972, 1974, 1979 und 1985: Dresden, Bezirkskunstausstellungen